# Brassó (comitat)
Le comitat de Brassó (Brassó vármegye en hongrois, comitatul Brașov en roumain, Kreis von Kronstadt en allemand) est un ancien comitat du royaume de Hongrie, situé au sud-est de la Transylvanie, dans le pays de la Bârsa. Son chef-lieu était la ville de Brassó, en roumain Brașov.

## Géographie
Le comitat de Brassó avait une superficie de 1 492 km2 pour une population de 101 199 habitants (densité : 67,8 hab/km2). Il s'étendait dans les Carpates du sud (Monts Bucegi, Massif Piatra Mare) et l'Olt formait sa limite nord.
Il était limité au nord par le comitat de Nagy-Küküllő, à l'est par le comitat de Háromszék, au sud par le royaume de Roumanie et à l'ouest par le comitat de Fogaras.

## Histoire
Le siège saxon de Kronstadt en principauté de Transylvanie, apparu au XIIIe siècle, disparaît en 1711 lors de l'établissement des nouveaux Bezirke par l'empereur Charles III d'Autriche : agrandi de plusieurs territoires voisins, il forme alors le Bezirk de Kronstadt. Après le Compromis austro-hongrois de 1867 qui supprime la principauté de Transylvanie, le comitat de Brassó est créé dans le cadre de la couronne hongroise à partir du territoire de l'ancien siège saxon de Kronstadt et de plusieurs enclaves de l'ancien comitat d'Albe-supérieure.
En 1918, il est rattaché au royaume de Roumanie, rattachement confirmé par le traité de Trianon en 1920, formant alors le județ de Brașov. En 1950, il a été supprimé au profit de la région de Staline. Lors du rétablissement des județe en 1968, il est rétabli et agrandi dans des limites légèrement différentes.

## Subdivisions
Le comitat de Brassó était composé d'un district urbain et de trois districts ruraux.
| District | Chef-lieu |
| -------- | --------- |
| Brassó   | Brassó    |

| District | Chef-lieu   |
| -------- | ----------- |
| Alvidék  | Földvár     |
| Felvidék | Feketehalom |
| Hétfalus | Hosszúfalu  |

## Démographie
En 1900, le comitat comptait 95 565 habitants dont 33 886 Roumains (35,46 %), 31 191 Hongrois (32,64 %) et 29 415 Allemands (30,78 %).
En 1910, le comitat comptait 101 199 habitants dont 35 372 Hongrois (34,95 %), 35 001 Roumains (34,59 %) et 29 542 Allemands (29,19 %).